# リーガロイヤルホテル
リーガロイヤルホテル（RIHGA ROYAL HOTEL）は、大阪府大阪市北区中之島五丁目にあるシティホテル。リーガロイヤルホテルチェーンに属する。本項では運営会社の株式会社ロイヤルホテル（The Royal Hotel, Ltd.）についても述べる。リーガ（RIHGA）は、Royal International Hotel Group & Associatesの頭文字をとったものである。

## 特徴
長年にわたり大阪を代表する格調高い大型高級ホテルとして、国内外にその名を知られている。ホテルの設備などが整っていることや、外国の政府関係者がこのホテルをたびたび利用することから「大阪の迎賓館」とも呼ばれている。
その他、特徴ある施設として地下のブティック街（パレロイヤル）に有名服飾ブランドを扱う店舗が多数出店している。独創的な商品・サービスを他に先駆けて提供する事も多い。
企業風土として積極的な市場開拓精神もあり、通称「ホテイチ」（ホテルの1階にあるのでそう呼ばれる。似たものにデパートの地下の食料品コーナーの意味で「デパチカ」がある）と呼ばれるホテルブランド（リーガロイヤルホテルでは「メリッサ」）の食品・惣菜の専門店を日本国内において戦略的に事業展開し一時マスコミを中心に「ホテイチ」の流行を作った。
こうしたこともあり、関西ではその名がよく知られているホテルブランドである。西日本の都市部を中心にホテルチェーンを展開しているほか、東京にもリーガロイヤルホテル東京を出店している。

## 沿革
1935年（昭和10年）10月16日に前身の「新大阪ホテル」が中之島3丁目に開業する（1973年まで営業）。
戦後の一時期、新大阪ホテルが連合国軍総司令部に接収されたことから、1949年（昭和24年）、市内博労町に東邦ホテルを開業する（1967年まで営業）。
1958年（昭和33年）には中之島2丁目に「大阪グランドホテル」を開業した（後に「リーガグランドホテル」に改称、2008年まで営業）。
1965年（昭和40年）には中之島5丁目の現在地に「大阪ロイヤルホテル」を開業。施設について、ロビーラウンジに面する日本庭園は荒木芳邦の作で、日本造園学会賞を受賞している。
大阪府内でも格式は高く、1970年には大阪万博開会式に出席した皇太子夫妻も宿泊している。
1973年（昭和48年）8月に「新大阪ホテル」を閉鎖して同年9月1日に社名とホテル名を「ロイヤルホテル」に改称し、さらに1990年（平成2年）4月、グループ名をロイヤルホテルからリーガロイヤルホテルグループに改称、1997年（平成9年）4月にはホテル名も「ロイヤルホテル」から「リーガロイヤルホテル」に改称した。
1980年代から1990年代にかけて海外・国内に積極的に店舗展開を図った。1994年（平成6年）には早稲田大学との土地信託方式により「リーガロイヤルホテル早稲田（現・東京）」を開業して初めて本格的な東京進出を果たし、海外では、ケアンズ（オーストラリア）、ボルネオ（インドネシア）、ニューヨークなどに進出したが、その後は海外事業から順次撤退し、2006年（平成18年）7月には、最後まで展開していたケアンズコロニアルクラブリゾートを地元資本に売却して海外事業から完全に撤退した。また、国内でも、リーガロイヤルホテル成田（現ヒルトン成田）を売却するなど、規模を縮小した。
2006年（平成18年）、森トラストへ第三者割当増資を行い、従前の筆頭株主のアサヒビールに代わり森トラストが40%の大株主となった（2011年10月に森トラストはアサヒビール・サントリーホールディングス・関電不動産・大阪ガス・竹中工務店・銀泉の6社に一部株式を譲渡、再びアサヒビールが筆頭株主となる）。それ以前は住友グループの一員ともいえるほど親密であり、住友の企業城下町である新居浜市にも出店している。
2017年夏に新しいブランドのラグジュアリーホテルを中之島フェスティバルタワー（大阪グランドホテル→リーガグランドホテル跡地）と正対する中之島フェスティバルタワー・ウエスト（仮称）の高層階にオープンさせる計画があったが、交渉が折り合わず中止となり、最終的にヒルトン系列の「コンラッド・ホテル」の進出が決定した。

## 経営状況
バブル期絶頂期までは特に問題なく安定していたが、ただ当時のいくつかの他の日本企業と同じく、バブル期その当時に莫大な投資をして国内外にホテルを新規展開した。これによって全国的にホテルのブランド名が知られたという効果を持った側面があった。
しかしバブル崩壊の業績悪化により、それら新規投資ホテルは結果として売却されたので殆ど利益にならなかった。
設立経緯から関西財界の結び付きが非常に強く、特に旧住友財閥系列との関係が深い。2017年就任の代表取締役社長の蔭山秀一は三井住友銀行元取締役副会長でもあり、住友財閥系の金融機関(三井住友銀行、三井住友信託銀行等)が支援する関係が続いているとみられる。ロイヤルホテルの大株主についても住友財閥系を含む在阪企業が上位を占めており、2021年3月期現在でアサヒビール、サントリーホールディングス、関電不動産開発、三井住友銀行、大阪瓦斯、竹中工務店等である。その一方、業績では2001年（平成13年）3月期の売上733億円に対し、2006年（平成18年）3月期で売上584億円（見込み）と他ホテルやビジネス宿泊特化系との激しい競争の影響が見られる。また前述のとおり、森トラストとの業務資本提携及び三井住友銀行の債務株式化（デット・エクイティ・スワップ）による金融支援が決定したが、2001年度（平成13年度）にも一度金融支援を受けている。
グループホテルの内、リーガロイヤルホテル広島とリーガロイヤルホテル小倉は、他ホテルとの競合により収益が悪化し、2ホテルを運営する株式会社リーガロイヤルホテル広島（初代）と株式会社リーガロイヤルホテル小倉（初代）は2017年3月期でも債務超過が解消されない状態となっていた。リーガロイヤルホテルは2017年（平成29年）7月に、リーガロイヤルホテル広島（初代）とリーガロイヤルホテル小倉（初代）に対する債権放棄を行った。同時に、同年9月1日付で2社の会社分割を実施し、2ホテルの運営を新設された株式会社リーガロイヤルホテル広島（2代）と株式会社リーガロイヤルホテル小倉（2代）へ承継させた。株式会社リーガロイヤルホテル広島（初代）は株式会社RRHHに、株式会社リーガロイヤルホテル小倉（初代）は株式会社RRHKへそれぞれ商号変更され、同年9月30日に解散。株式会社RRHHは同年12月5日に広島地方裁判所から、株式会社RRHKは同年12月11日に福岡地方裁判所小倉支部からそれぞれ特別清算開始決定を受けた。
2023年1月20日、大阪本店の土地と建物をアメリカの不動産投資ファンド「ベントール・グリーンオーク・グループ（BGO）」に売却すると発表した。売却額は非公開。ホテルの運営は引き続きロイヤルホテルがBGOからの委託という形で行う。併せて、ロイヤルホテルの株式33%分をBGOが取得し、筆頭株主になることも明らかにした。また、同日にインターコンチネンタルホテルズグループ（IHG）のヴィニェット コレクションに加盟する予定である旨がIHGから発表された。ヴィニェット コレクションホテルは国内初となる。それに先立ち、2023年6月30日にIHGに加盟した。

## 新大阪ホテル
戦前、大阪に国際的・近代的ホテルを求める財界の声があがり、1932年（昭和7年）に大阪市と住友合資会社を中心とする大阪財界の有力者が協力して新たなホテルを設立することになった。
はじめ帝国ホテル社長犬丸徹三も参画し、大阪市土木部に臨時ホテル建設事務所を設け、京都帝国大学教授武田五一にその主幹を委嘱して基礎工事を進めていたが、事情があって改めて長谷部竹腰建築事務所がこれを引き受けることになり、竹腰健造が大阪市土木部臨時ホテル建築事務所副主幹を委嘱された。竹腰は犬丸と打ち合わせて内部プランを全面的に改め、外観は長谷部鋭吉がルネッサンス式に変更した。地下2階、地上8階建ての建物は1931年（昭和6年）10月1日に着工、1935年（昭和10年）1月10日に竣工した。基礎は大林組、主體は清水組（現・清水建設）による施工であった。
1935年（昭和10年）、新大阪ホテルがダイビル近くの、当時の住所で大阪市北区中之島3丁目5番地（現：住友中之島ビル）に開業した。
1月10日の開業日には蔵相代理、鉄相代理、府知事などが参列する華々しいものであったが、開業年に4回も集団食中毒事故を起こす問題も生じた。
なお、この名称の「新」は、かつてあった「大阪ホテル」（現在の大阪市立東洋陶磁美術館の場所にあった）と区別するためであり、当時未開業であった新大阪駅とは無関係である。
また、新大阪ホテルはロイヤルホテル開業より後の1973年（昭和48年）1973年（昭和48年）8月に閉鎖した。

## リーガロイヤルホテル大阪 ヴィニェットコレクション
大阪本店の施設は何度か改築・新築等をして現在に至る。客室の多さ・種類、宴会施設の広さ、レストランなどの施設が充実している大型ホテルである。また四面体を組み合わせた風貌も印象的である。高さは107m。
- 1965年（昭和40年）10月11日 - 現在地に「大阪ロイヤルホテル」として開業する（当時の本館が現在のウエストウイングである）。
- 1973年（昭和48年）9月1日 - 「ロイヤルホテル」へ変更[5]。
- 1973年（昭和48年）9月29日 - 地上30階建の新館（現在のタワーウイング）が完成する[5]。建築設計は吉田五十八研究室[17]。
- 1997年（平成9年）4月1日 - 名称を「リーガロイヤルホテル」に改める。
- 2002年（平成14年） - タワーウイング23階から27階にエグゼクティブフロアの「ザ・プレジデンシャルタワーズ」がオープンする。
- 2005年（平成17年） - タワーウイング19階から22階に日本の自然をテーマにした「ザ・ナチュラルコンフォートタワーズ」がオープンする。
- 2018年（平成30年） - 客室を58室増室し、総客室が1042室となる[18]。内訳は、ウエストウイング5階（事務所スペース）をコンパクトツインルーム（18平米）40室およびツインルーム（36～58平米）3室の計43室に改修、タワーウイング7階（宴会控室等）をツインルーム（27平米）15室に改修、合計58室。
- 2023年（令和5年） - 土地と建物をアメリカの不動産投資ファンド「ベントール・グリーンオーク・グループ（BGO）」に売却[12]。同年6月にはIHGに加盟[14]。
- 2025年（令和7年） - 同年に大阪市内で開催予定の2025年日本国際博覧会までにBGOによる主導で改装工事を実施。費用は135億円[12]。改装完了後の2025年4月1日に同時にホテル名を「リーガロイヤルホテル大阪 ヴィニェットコレクション」と改称[14]。

## チェーンホテル

### グループホテル
| 名称                                              | 画像 | 所在地           | 開業年        | 客室数 | 備考 |
| ------------------------------------------------- | ---- | ---------------- | ------------- | ------ | --- |
| リーガロイヤルホテル東京                          |      | 東京都新宿区     | 1994年        | 128室  | （株）リーガロイヤルホテル東京が運営 旧・リーガロイヤルホテル早稲田 早稲田大学との土地信託方式により同大学の敷地内に建設され、同大学早稲田キャンパスの大隈庭園と都電早稲田駅と並んだ新目白通りに面した場所にあり、ホテル-高田馬場駅間を大阪本店（ホテル‐JR大阪駅間）と同様の送迎バスが運行されている。 |
| リーガロイヤルホテル京都                          |      | 京都市下京区     | 1969年        | 489室  | （株）ロイヤルホテルが運営 旧・京都グランドホテル 所有はフォートレス・インベストメント・グループ系のFlorentia特定目的会社。アニメ・漫画作品五等分の花嫁、古見さんは、コミュ症です。の作中に登場する（公式発表では無い）。                                                                              |
| リーガロイヤルホテル大阪 ヴィニェットコレクション |      | 大阪市北区       | 1965年        | 1042室 | （株）ロイヤルホテルが運営 旧・ロイヤルホテル→リーガロイヤルホテル（大阪） 2023年6月にIHGに加盟。2025年4月1日に改装完了と同時に現名称にリブランド。 |
| リーガプレイス肥後橋                              |      | 大阪市西区       | 1981年        | 340室  | 旧・リーガ中之島イン。（株）リーガプレイス肥後橋が運営 住友成泉（住友吉左衞門が社主の不動産会社）による成泉ビルディングのホテル区画を賃借。2019年6月に改装と同時に現ホテル名に改名。 |
| リーガロイヤルホテル広島                          |      | 広島市中区       | 1994年        | 490室  | （株）リーガロイヤルホテル広島が運営 |
| リーガロイヤルホテル小倉                          |      | 北九州市小倉北区 | 1993年        | 295室  | （株）リーガロイヤルホテル小倉が運営 小倉豊楽園球場の跡地に建てられている。 |
| リーガロイヤルグラン沖縄                          |      | 沖縄県那覇市     | 2012年6月1日  | 157室  | （株）ロイヤルホテルが運営 旧・ロイヤルホテル 保有・経営はグランホテルオペレーション（株）（那覇市）。 |
| リーガグラン京都                                  |      | 京都市南区       | 2020年7月15日 | 261室  | （株）ロイヤルホテルが運営 |
| リーガロイヤル・ラグーナ・グアム・リゾート        |      | グアム           | 2022年        | 318室  | 元シェラトン・ラグーナ・グアム・リゾート |
| リーガプレイス京都 四条烏丸                       |      | 京都市下京区     | 2023年4月     | 95室   | （株）ロイヤルホテルが運営 |
| 芝パークホテル                                    |      | 東京都港区       | 1949年5月     | 199室  | （株）芝パークホテルが運営。2024年11月にグループチェーン入り。 |
| パークホテル東京                                  |      | 東京都港区       | 2003年9月     | 270室  | （株）芝パークホテルが運営。2024年11月にグループチェーン入り。 |

### 他の関係ホテル
| 名称                       | 画像 | 所在地               | 開業年 | 客室数 | 備考 |
| -------------------------- | ---- | -------------------- | ------ | ------ | --- |
| 都市センターホテル         |      | 東京都千代田区平河町 | 1959年 |        | （株）東京ロイヤルホテルが運営 家主の日本都市センターから受託運営。 1999年（平成11年）に建て替え竣工 |
| リーガホテルゼスト高松     |      | 香川県高松市         | 1992年 |        | アソシエイトホテル。旧ホテルリッチ高松から鞍替え。穴吹エンタープライズが運営。 |
| リーガロイヤルホテル新居浜 |      | 愛媛県新居浜市       | 1990年 |        | アソシエイトホテル。以前は、ロイヤルホテルの連結子会社であった（株）リーガロイヤルホテル新居浜により運営されていた。 2012年4月26日からは、リーガロイヤルホテル新居浜の株式及び債権の譲渡を受け、ブリーズベイホテル（株）が運営している。それと同時に、ロイヤルホテルとブリーズベイホテルの間でフランチャイズの契約を交わしており、名称や雇用は引き継がれている。 |

### かつてのグループホテル
| 名称                                                                      | 画像 | 所在地                                                                     | 開業年 | 客室数 | 備考 |
| ------------------------------------------------------------------------- | ---- | -------------------------------------------------------------------------- | ------ | ------ | --- |
| リーガロイヤルホテル成田                                                  |      | 成田市                                                                     | 1993年 | 548室  | （株）リーガロイヤルホテル成田が運営。 2001年（平成13年）に維新ホスピタリティの特別目的会社が買収し経営撤退するも、不動産譲渡損により250億円余りの特別損失が発生。ロイヤルホテル2001年（平成13年）3月期連結決算での債務超過状態を生じさせる一因となった。2002年（平成14年）に外観はそのままでヒルトン成田となる。                                                                                    |
| リーガグランドホテル                                                      |      | 大阪市北区                                                                 | 1958年 |        | （株）朝日ビルディングが運営 旧・大阪グランドホテル 2008年3月31日にエリア再開発の為、閉鎖 |
| リーガロイヤルホテル堺                                                    |      | 堺市堺区                                                                   | 1993年 | 241室  | （株）ブリヂストン・リーガが運営 (株)アゴーラ・ホスピタリティーズに売却後、2012年10月1日にホテル・アゴーラ リージェンシー堺としてリブランドされた。 |
| くろよんロイヤルホテル                                                    |      | 長野県大町市                                                               | 1988年 | 73室   | （株）関電アメニックスが運営 関電アメニックスによるホテル事業の再開発決定に伴い2019年9月30日をもって運営受託事業終了。 2020年7月1日にホテル名をANAホリデイ・インリゾート信濃大町くろよんに変更して開業（関電アメニックスによる運営は継続）。 |
| Rihga Royal New York a JW Marriott Hotel リーガロイヤルホテルニューヨーク |      | 151 West 54th Street, New York City, NY ニューヨーク市マンハッタン西54丁目 | 1989年 |        | Rihga Royal Hotel(NYC)Co.,Ltd.が運営。 54階建てで全室スイートルームという、ロイヤルホテル至上最大級の贅を尽くしたセントラルパークの西側に聳え立つ“バブルの塔”。2001年（平成13年）に米国籍の投資ファンドへ売却し経営撤退となり、JWマリオットと提携。しかし名称変更までは提携が維持された。2006年（平成18年）よりLuxury Hotels & Resort（アメリカ）による『ロンドンNYC（The London NYC）』として運営。 |